# Eurypoda
Los eurípodos (Eurypoda, gr. "pies amplios") son un clado de dinosaurios ornitisquios tireofóros, que vivieron desde mediados del período Jurásico hasta finales del Cretácico, hace aproximadamente 165 y 65 millones de años, desde el Bathoniense hasta el Maastrichtiense, siendo cosmopolita. Se define como el clado menos inclusivo que contiene al Ankylosaurus magniventris (Brown, 1908) y al Stegosaurus stenops (Marsh, 1887). Este grupo reúne a Stegosauria y Ankylosauria, separándolos de los grupos basales.
Los más antiguos hallazgos incluyen a Huayangosaurus, un estegosaurio de hace 170 millones de años del Batoniano, y a  Sarcolestes, un anquilosauria un poco más reciente, del Calloviense. Entre los últimos está Ankylosaurus, un anquilosáurido que vivió a finales del período Jurásico.

## Características
Eurypoda era dinosaurios de fuertemente construidos. Al contrario que otros tireóforos más basal se desplazaban  exclusivamente en forma cuadrúpeda, aun cuando las patas traseras fueran más largas que las delanteras. Entre las características comunes de estos animales fueron las manos cortas y los huesos de la articulación del pie , un acortamiento del ilión sobre la articulación coxofemoral así como la pérdida del cuarto dedo del pie. Pero su principal característica es la presencia de osteodermos, ya sea como placa y púas en la espada en los estegosaurianos o placas óseas y espinas en el lomo y los lados de los anquilosaurianos. El cráneo con el intraorbital entre los supraorbitales en la porción más ancha del cráneo. La ventana y fosa anteorbitales reducidas o ausentes. Tres palpebrales formando el borde dorsal de la órbita ocular y cuernos supraorbitales. El cuadrado con el eje y rama del pterigoideo en el mismo plano y ninguna rama lateral distinto. Además el cuadrado con la superficie articular dirigida ventrolateralmente y sin ninguna muesca " otica" entre el proceso paroccipitales.La porción ventral exoccipital alrededor del foramen magnum sobresalió por la parte dorsal y supraoccipital Una línea como una quilla fuerte en el paladar duro que puede haber apoyado el paladar secundario blando de los vomers y pterygoideos. El epipterygoideo osificado. Las espinas nerurales del atlas se fundieron al intercentrum del atlas . Las espinas dorsales parascapular presentes, lámina escapular de la anchura constante. El cúbito robusto con el margen externo convexo y la extensión olecraniana enorme. Cortos metacarpales con unguales como una pezuña. La lámina preacetabular del ilion, probablemente estaba inclinada lateralmente, dorsoventral comprimida. El proceso anterior del ilion diverge por lo menos 35° lateralmente de la línea media. Área pélvica entera con una proyección muy amplia; proceso posterior del ilion muy corto con un antitrocanter. El acetábulo parcialmente cerrado con el fémur sin cuello, con de la cabeza casi terminal El trocánter mayor muy grande confluente con la cabeza femoral y la reducción del cuarto trocánter. La tibia mediolateralmente ampliada con la anchura alrededor de igual a la longitud craniocaudal del extremo proximal; los tarsales próximales tienden a fundirse con epipodiales en los adultos, el calcáneo mediolateralmente ampliado; los metapodials cortos y robusto; los metatarsos de cortos y colocados en una postura de extensión.

## Taxonomía
Según los estudios de los equipos de Thompson y de Butler de 2011.
- Clado Thyreophoroidea
  - Bienosaurus
  - Lusitanosaurus?
  - Scelidosaurus
  - Clado Eurypoda
    - Infraorden Stegosauria
      - Familia Huayangosauridae
      - Familia Stegosauridae

    - Infraorden Ankylosauria
      - Minmi
      - Antarctopelta
      - Familia Nodosauridae
      - Familia Ankylosauridae